# مانجاكا
مانجاكا هو اسم جبل يقع على بعد 22 كم جنوب مدينة بانيا لوكا، في الجزء الشمالي من جمهورية صرب البوسنة، البوسنة والهرسك.

## التاريخ
كانت المنطقة معقلًا خلال الحرب العالمية الثانية لمقاتلي تشيتنيك القومي الصربي. بعد ذروة الحرب، قامت الحكومة الشيوعية الجديدة لجوسيب بروز تيتو بتشتيت السكان الصرب المحليين كقصاص وأنشأت قاعدة كبيرة للجيش ومدى إطلاق النار للجيش يوغوسلافيا الشعبي الجديد.
احتلت قاعدة عسكرية كبيرة من الجيش الشعبي اليوغوسلافي (JNA) في الجزء الثاني من القرن العشرين وكانت واحدة من معاقل جيش جمهورية صرب البوسنة خلال الحرب الأهلية في البوسنة والهرسك. أصبح الجبل مشهورًا دوليًا لأنه كان موقع معسكر سجن منجا الذي تديره سلطات جمهورية صرب البوسنة.